# Universidade Estatal de Oremburgo
Universidade Estatal de Oremburgo, (em russo: Оренбургский государственный университет ) é uma das universidades mais antigas e renomadas da Rússia.

## História
A universidade foi fundada em 1955 como um ramo da Kuibyshev Instituto Politécnico.
Em 1971, convertido no Instituto Politécnico de Oremburgo.
Em 1994, convertido em Universidade Técnica Estadual de Oremburgo.
Em 1996, convertida na Universidade Estadual de Oremburgo.
Em 2014, Instituto Estadual de Oremburgo de Gestão Integrada da Universidade Estadual de Oremburgo.